# Віняшур-Бія (починок)
Віняшу́р-Бія́ (рос. Виняшур-Бия) — починок (колишнє селище) у складі Селтинського району Удмуртії, Росія.

## Населення
Населення — 36 осіб (2010; 70 в 2002).
Національний склад станом на 2002 рік:
- росіяни — 57 %
- удмурти — 43 %

## Історія
До 1996 року в починку знаходилась головна контора Віняшур-Біїнської вузькоколійної залізниці. Саме з цього села, коли воно було ще селищем, починалась вузькоколійка, а в самому селищі знаходилась початкова станція. Зараз починок має пристань на річці Кільмезь, куди по залізниці звозили лісоматеріали, а далі по річці їх сплавляли до ліспромгоспів.

## Урбаноніми[3]
- вулиці — Берегова, Кірова, Лісова, Постольська, Річкова, Сплавна, Центральна, Шкільна